# Pape Bocar Sall
Pape Bocar Sall (nacido en Senegal, el 20 de abril de 2001) es un jugador de baloncesto senegalés que mide 2,11 metros y puede alternar las posiciones de pívot. Actualmente pertenece a la plantilla del LogroBasket Club de la Segunda FEB.

## Trayectoria
Pape Bocar se formó en las categorías inferiores del CB Zaragoza. En la temporada 2019-20, sale de conjunto maño para formar parte de la plantilla el Club Bàsquet Igualada de la Liga EBA.
En la temporada 2020-21, firma por el Secció Esportiva Santa Eulàlia de la Liga EBA. 
En la temporada 2021-22, firma por el Zentro Basket Madrid de la Liga LEB Plata, promediando 7,6 puntos y 5,2 rebotes (en solo 13 minutos). Tras el descenso de categoría, en la temporada siguiente continúa en el conjunto madrileño en Liga EBA, en el que promedia 13,7 puntos por partido de media y cogió 7,3 rebotes (22 minutos de juego por partido de media).
En la temporada 2023-24, firma por el Unió Esportiva Mataró de la Liga LEB Plata, en el que promedia 13,8 puntos; 8,8 rebotes; y 16,5 créditos de valoración.
El 20 de agosto de 2024, firma por el San Sebastián Gipuzkoa Basket Club de la Liga LEB Oro.
El 28 de enero de 2025, firma por el CB Benicarló de la Segunda FEB, cedido por el San Sebastián Gipuzkoa Basket Club.
El 14 de julio de 2025 fichó por una temporada por el LogroBasket Club, nuevo equipo de Segunda FEB.